# Resistencia negativa

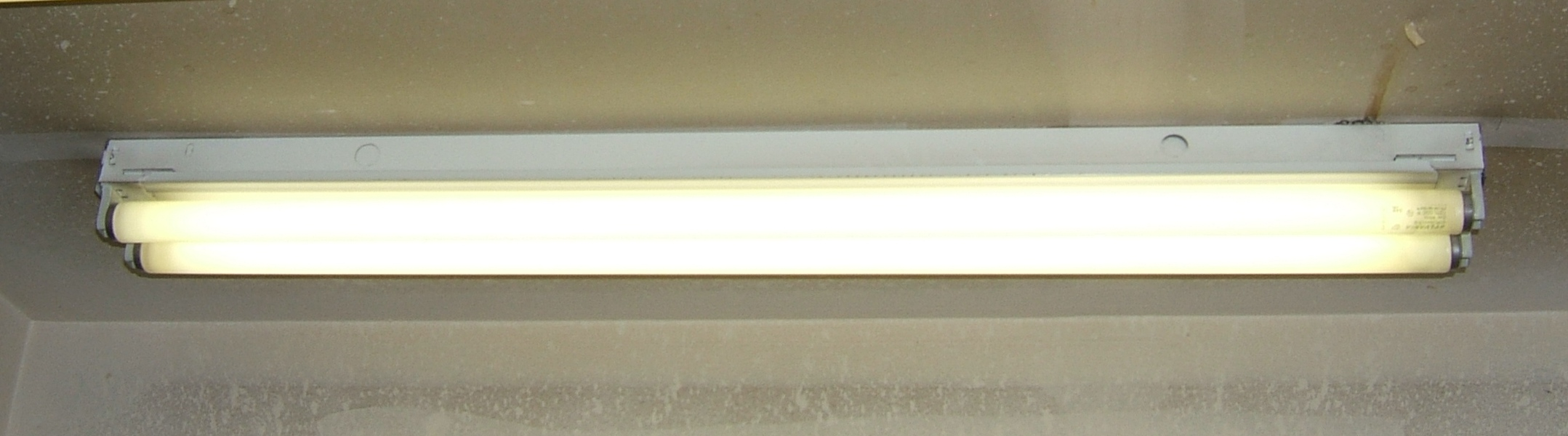
Lámpara fluorescente, un dispositivo con resistencia diferencial negativa. En funcionamiento, un incremento de corriente a través del tubo fluorescente provoca una caída en el voltaje a través de él. Si el tubo se conectara directamente a la línea eléctrica, la caída del voltaje del tubo causaría que fluyera más y más corriente, causando que se inflamase y se destruyese. Para evitar esto, los tubos fluorescentes se conectan a la línea eléctrica con un balasto, que agrega impedancia positiva (resistencia de CA) al circuito para contrarrestar la resistencia negativa del tubo, limitando la corriente.

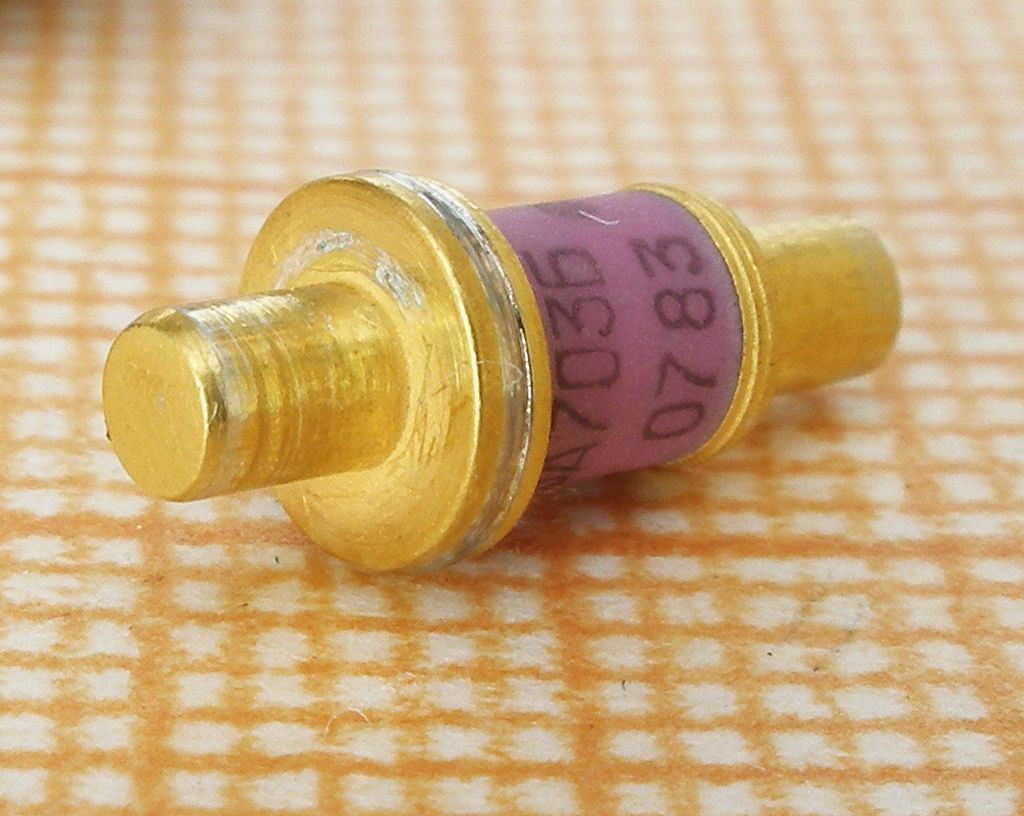
Un diodo Gunn, un dispositivo semiconductor con resistencia diferencial negativa, usado en osciladores electrónicos para generar microondas

En electrónica, la resistencia negativa es una propiedad de algunos circuitos y dispositivos eléctricos en los que un aumento de voltaje a través de los terminales del dispositivo provoca en una disminución de la corriente eléctrica a través de ella.
Esto se opone a lo que ocurre en una resistencia ordinaria, en la cual un aumento del voltaje aplicado causa un aumento proporcional de la corriente debido a la ley de Ohm, resultando en una resistencia positiva. Mientras que una resistencia positiva consume energía de la corriente que pasa a través de ella, una resistencia negativa produce energía. Bajo ciertas condiciones puede aumentar la potencia de una señal eléctrica, amplificándola.
La resistencia negativa es una propiedad poco común que ocurre en unos pocos componentes electrónicos no lineales. Se utiliza en osciladores y amplificadores electrónicos, particularmente a frecuencias de microondas. La mayoría de la energía de microondas se produce con dispositivos de resistencia diferencial negativa. También pueden tener histéresis y ser biestables, y por lo tanto se utilizan en conmutación y circuitos de memoria. Algunos ejemplos de dispositivos con resistencia diferencial negativa son los diodos túnel, diodos Gunn y tubos de descarga de gas tales como las lámparas de neón. Además, los circuitos que contienen dispositivos de amplificación tales como transistores y amplificadores operacionales con retroalimentación positiva pueden tener resistencia diferencial negativa, utilizándose en osciladores y filtros activos.
Debido a que son no lineales, los dispositivos de resistencia negativa tienen un comportamiento más complicado que las resistencias "óhmicas" positivas usualmente encontradas en los circuitos eléctricos. A diferencia de la mayoría de las resistencias positivas, la resistencia negativa varía dependiendo de la tensión o corriente aplicada al dispositivo, y los dispositivos de resistencia negativa pueden tener resistencia negativa sólo en una parte limitada de su rango de voltaje o corriente. Por lo tanto no existe una "resistencia negativa" real, análoga a una "resistencia positiva", que tenga una resistencia negativa constante sobre una gama arbitrariamente amplia de corriente.

## Lista de dispositivos de resistencia negativa
Los siguientes dispositivos tienen componentes electrónicos con resistencia diferencial negativa :
- diodo túnel,[15][16] diodo de túnel resonante[17] y otros diodos semiconductores que utilizan el mecanismo de túnel[18]
- diodo Gunn[19] y otros diodos que utilizan el mecanismo de electrones transferidos[18]
- diodo IMPATT,[16][19] diodo TRAPATT  otros diodos que utilizan el mecanismo de ionización por impacto[18]
- Algunos transistores NPN con E-C invertidos polarizados, conocidos como negistor[20]
- transistor uniunión (UJT)[15][16]
- tiristores[15][16]
- triodo y tubos de vacío tetrodo que funcionan en el modo dynatron[9][21]
- Algunos tubos de magnetrón y otros tubos de vacío para microondas[22]
- maser[23]

- amplificador paramétrico[24]

Las descargas eléctricas a través de gases también exhiben una resistencia diferencial negativa, incluyendo estos dispositivos:
- arco eléctrico[27]
- tubos tiratrón[28]
- lámpara de neón[6]
- lámpara fluorescente[2]
- otros tubos de descarga de gas[1][16]

Además, los circuitos activos con resistencia diferencial negativa también pueden construirse con dispositivos de amplificación como transistores y amplificadores operacionales, usando retroalimentación. En los últimos años se han descubierto varios nuevos materiales y dispositivos experimentales de resistencia diferencial negativa. Los procesos físicos que causan resistencia negativa son diversos, y cada tipo de dispositivo tiene sus propias características de resistencia negativa, especificadas por su curva de corriente-tensión.